# Bibereck (Bergkirchen)
Bibereck ist ein Gemeindeteil der Gemeinde Bergkirchen im oberbayerischen Landkreis Dachau.

## Lage
Das Dorf Bibereck liegt am Anfang des Donau-Isar-Hügellandes und damit am Anfang des Unterbayerischen Hügellandes, das zum Alpenvorland gehört, einer der Naturräumlichen Haupteinheiten Deutschlands.

## Einwohnerzahl
- 1820: 52[2]
- 1868: 66[3]
- 1978: 45[4]
- 2019: 50[4]
- 2022: 46[5]